# 法国崛起
法国崛起（法語：Debout la France，缩写为DLF）是法国的一个政党。该党成立于2008年11月23日，分裂自人民运动联盟。该党的政治立场是右翼至极右翼。该党的意识形态是法国民族主义、民族保守主义、戴高乐主义、欧洲怀疑主义、主权主义、右翼民粹主义。该党的领袖是尼古拉·杜邦-艾尼昂 (Nicolas Dupont-Aignan)，副主席是Patrick Mignon，秘书长是Frédéric Mortier。该党的总部位于耶尔和巴黎。该党是欧洲保守派和改革主义者党的成员。该党的口号是“既不体制也不极端”。